# Juan Bernat
Pour les articles homonymes, voir Bernat.
Bernat  Velasco est un nom espagnol. Le premier nom de famille, en général paternel, est Bernat ; le second, en général maternel, souvent omis, est Velasco.
Juan Bernat Velasco, né le 1er mars 1993 à Cullera, dans la communauté valencienne, est un footballeur international espagnol qui évolue à Getafe CF.
Il honore sa première sélection pour l'Espagne en 2014.

## Biographie

### Carrière en club

#### Valence CF (2011-2014)
Juan Bernat est issu du centre de formation de Valence CF (la Ciudad Deportiva de Paterna) à l'instar de ses coéquipiers Vicente Guaita et Paco Alcácer.
Il participe aux matchs de pré-saison du club « Ché », et inscrit 2 buts, contre Hambourg et le Benfica Lisbonne. Après une bonne impression et le départ de Juan Mata pour Chelsea, il signe son premier contrat pro (5 ans), et fait ses grands débuts lors de la deuxième journée de la Liga contre le Racing de Santander (4 janvier 2012), lors du quart de finale retour de la Copa del Rey face à Levante, Juan Bernat connaît sa première titularisation en match officiel. Un mois plus tard, le 16 février 2012, il est pour la première fois convoqué pour jouer un match de coupe d'Europe, face à Stoke City. Il dispute même son premier match européen, puisqu'il entre en jeu à la 86e minute, en remplacement de Pablo Piatti (victoire 1-0).

#### Bayern Munich (2014-2018)

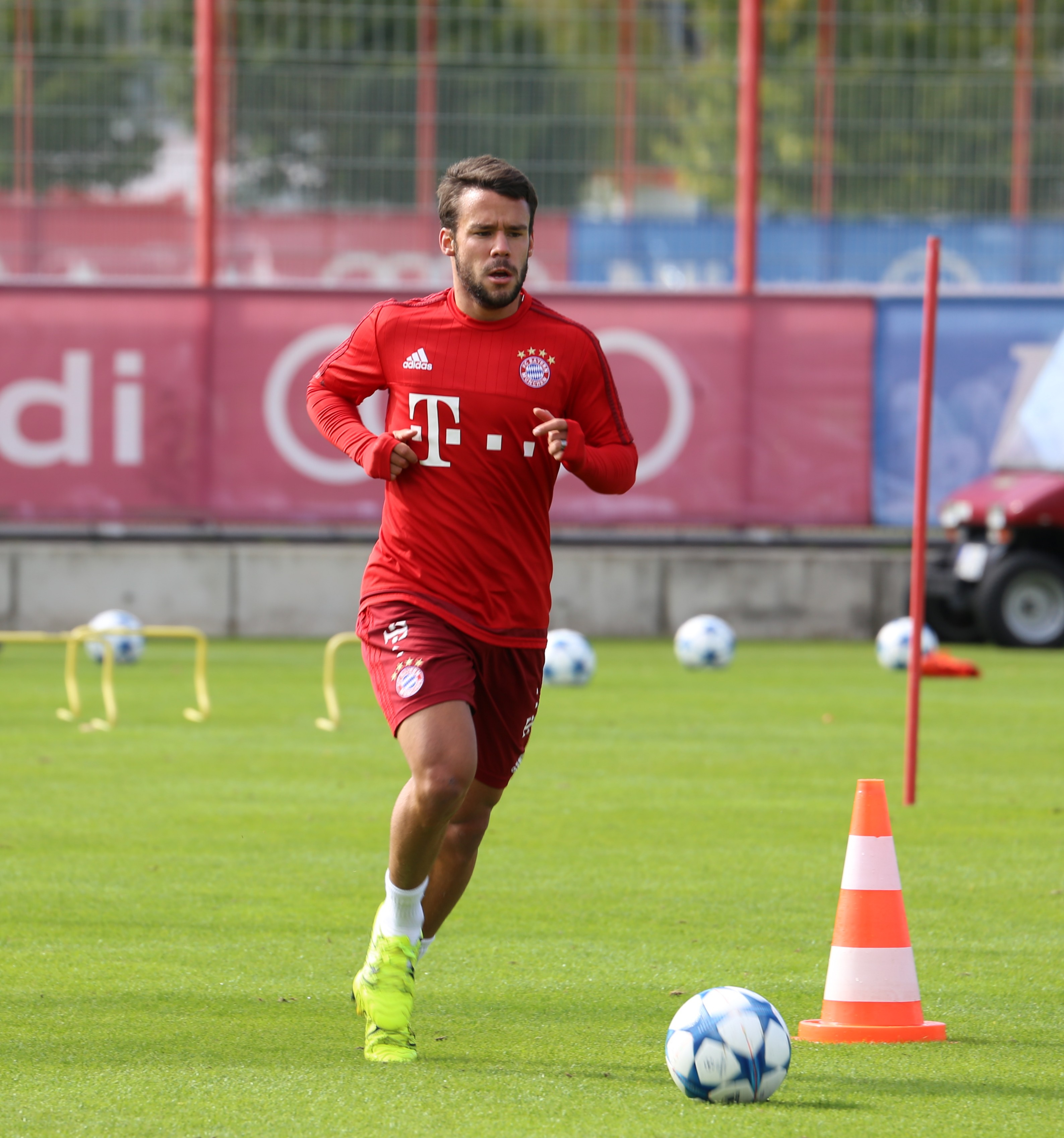
Juan Bernat avec le Bayern Munich.

À l'initiative de Pep Guardiola, venu superviser le jeune Espagnol lors de l'exercice précédent, il est transféré le 7 juillet 2014 pour 10 millions d'euros au Bayern Munich avec lequel il signe un contrat de cinq ans. Imposé par le coach catalan, il perdra peu à peu sa place au profit d'Alaba, meilleur que lui et ce, alors qu'il revient de blessure.

#### Paris Saint-Germain (2018-2025)
Le 31 août 2018, il s'engage avec le Paris Saint-Germain pour trois ans, acheté à cinq millions d'euros.
Le 6 novembre 2018, il ouvre le score en Ligue des champions contre Naples grâce à une passe de Kylian Mbappé peu avant la mi-temps. Les Parisiens sont finalement rejoints en seconde période, par un penalty de Lorenzo Insigne et la rencontre se solde par un nul (1-1) comme au match aller (2-2).
Il récidive au Parc des Princes contre Liverpool le 28 novembre 2018 en ouvrant le score du pied droit. Les Parisiens remportent finalement ce match (2-1).
En huitièmes de finale retour de ligue de champions, ils égalise contre Manchester United (1-3). Ce qui ne suffit pas à faire passer les parisiens en quarts de finale (2-0 ; 1-3).
Le 11 mars 2020, dans un climat de crise sanitaire à cause du pandémie de coronavirus qui sévit dans le monde, il marque, juste avant la mi-temps, le but du 2-0 face au Borussia Dortmund lors des huitièmes de finale retour de Ligue des Champions, assurant la qualification en quart de finale de cette compétition. Il sera d'ailleurs élu homme du match.
Le 19 août 2020, il inscrit à nouveau en Ligue des champions, cette fois face au RB Leipzig, le dernier but de la rencontre (3-0) et permet au PSG d'atteindre la finale de cette compétition pour la première fois de son histoire.
Victime d'une rupture isolée du ligament antérieur du genou gauche le 16 septembre 2020 lors d'un match disputé avec le PSG contre le FC Metz, Juan Bernat doit manquer plusieurs mois de compétition. Le 16 mars 2021, il signe une prolongation de contrat de quatre ans jusqu'en 2025.

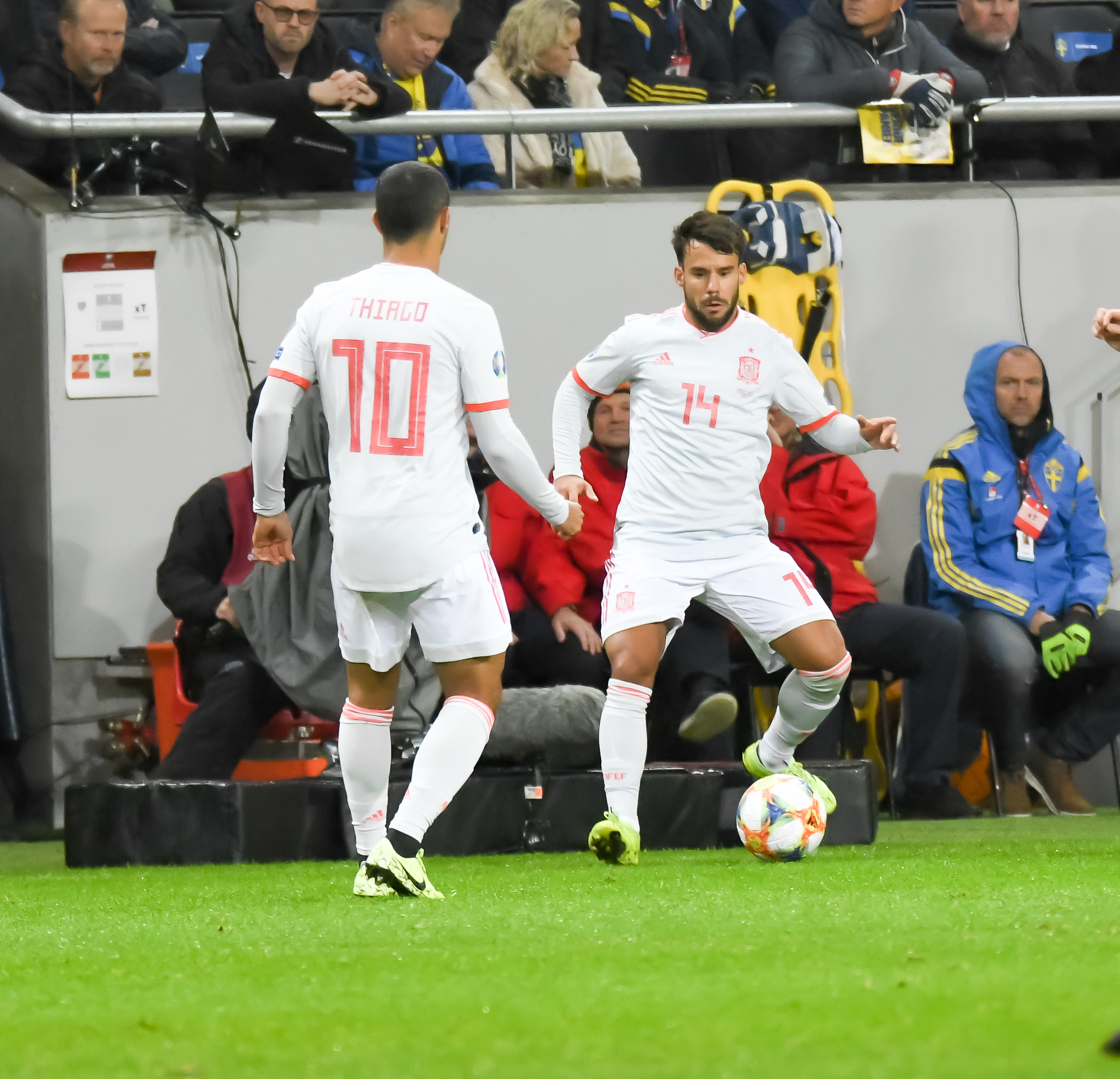
Juan Bernat en sélection avec l'équipe d'Espagne en 2019.

Juan Bernat reprend la compétition avec le PSG le 15 octobre 2021, après treize mois d'absence.

#### Prêt au Benfica Lisbonne (2023-2024)
Le 1er septembre 2023, il est prêté au Benfica Lisbonne pour une saison sans option d'achat.

#### Prêt au Villarreal (2024-2025)
Bernat a été prêté à Villarreal en première division espagnole le 30 août 2024.

#### Villareal CF (2025-2025)
Juan Bernat quitte officiellement le PSG, après avoir terminé son contrat avec le club parisien, il s’engage pour six mois avec Villareal.

#### Getafe CF (2025-)
Deux semaines après son engagement avec Villareal, le contrat de Juan Bernat est rompu. Il s'engage alors avec Getafe CF pour 6 mois, jusqu'à la fin de la saison.

### En sélection
Juan Bernat est finaliste du championnat d'Europe des moins de 17 ans 2010 avec l'Espagne et vainqueur de l'édition de 2012 avec les moins de 19 ans.

## Statistiques
| Saison                | Club                  | Championnat           | Championnat | Championnat | Championnat | Coupe nationale | Coupe nationale | Coupe nationale | Coupe de la Ligue | Coupe de la Ligue | Coupe de la Ligue | Supercoupe | Supercoupe | Supercoupe | Compétition(s) continentale(s) | Compétition(s) continentale(s) | Compétition(s) continentale(s) | Compétition(s) continentale(s) | Total | Total | Total |
| Saison                | Club                  | Division              | M.          | B.          | P.d.        | M.              | B.              | P.d.            | M.                | B.                | P.d.              | M.         | B.         | P.d.       | Comp.                          | M.                             | B.                             | P.d.                           | M.    | B.    | P.d.  |
| 2011-2012             | Valence CF            | Liga                  | 7           | 0           | 0           | 1               | 0               | 1               | -                 | -                 | -                 | -          | -          | -          | C3                             | 2                              | 0                              | 0                              | 10    | 0     | 1     |
| 2012-2013             | Valence CF            | Liga                  | 12          | 0           | 2           | 3               | 1               | 0               | -                 | -                 | -                 | -          | -          | -          | C1                             | 0                              | 0                              | 0                              | 15    | 1     | 2     |
| 2013-2014             | Valence CF            | Liga                  | 32          | 1           | 2           | 4               | 0               | 0               | -                 | -                 | -                 | -          | -          | -          | C3                             | 13                             | 1                              | 2                              | 49    | 2     | 4     |
| Sous-total            | Sous-total            | Sous-total            | 51          | 1           | 4           | 8               | 1               | 1               | -                 | -                 | -                 | -          | -          | -          | -                              | 15                             | 1                              | 2                              | 74    | 3     | 7     |
| 2014-2015             | Bayern Munich         | Bundesliga            | 31          | 1           | 1           | 5               | 0               | 0               | -                 | -                 | -                 | 1          | 0          | 0          | C1                             | 12                             | 0                              | 2                              | 49    | 1     | 3     |
| 2015-2016             | Bayern Munich         | Bundesliga            | 16          | 0           | 1           | 3               | 0               | 0               | -                 | -                 | -                 | 0          | 0          | 0          | C1                             | 8                              | 0                              | 1                              | 27    | 0     | 2     |
| 2016-2017             | Bayern Munich         | Bundesliga            | 18          | 2           | 2           | 3               | 0               | 0               | -                 | -                 | -                 | 0          | 0          | 0          | C1                             | 4                              | 2                              | 1                              | 25    | 4     | 3     |
| 2017-2018             | Bayern Munich         | Bundesliga            | 11          | 0           | 2           | 0               | 0               | 0               | -                 | -                 | -                 | 0          | 0          | 0          | C1                             | 1                              | 0                              | 0                              | 12    | 0     | 2     |
| Sous-total            | Sous-total            | Sous-total            | 76          | 3           | 6           | 11              | 0               | 0               | -                 | -                 | -                 | 1          | 0          | 0          | -                              | 25                             | 2                              | 4                              | 113   | 5     | 10    |
| 2018-2019             | Paris Saint-Germain   | Ligue 1               | 25          | 1           | 2           | 6               | 0               | 0               | 2                 | 0                 | 0                 | -          | -          | -          | C1                             | 8                              | 3                              | 0                              | 41    | 4     | 2     |
| 2019-2020             | Paris Saint-Germain   | Ligue 1               | 18          | 0           | 4           | 2               | 0               | 0               | 1                 | 0                 | 0                 | 1          | 0          | 0          | C1                             | 10                             | 2                              | 2                              | 32    | 2     | 6     |
| 2020-2021             | Paris Saint-Germain   | Ligue 1               | 3           | 0           | 0           | -               | -               | -               | -                 | -                 | -                 | -          | -          | -          | C1                             | -                              | -                              | -                              | 3     | 0     | 0     |
| 2021-2022             | Paris Saint-Germain   | Ligue 1               | 15          | 0           | 0           | 1               | 0               | 0               | -                 | -                 | -                 | -          | -          | -          | C1                             | -                              | -                              | -                              | 16    | 0     | 0     |
| 2022-2023             | Paris Saint-Germain   | Ligue 1               | 28          | 1           | 3           | 2               | 1               | 0               | -                 | -                 | -                 | 1          | 0          | 0          | C1                             | 5                              | 0                              | 0                              | 36    | 2     | 3     |
| Sous-total            | Sous-total            | Sous-total            | 89          | 2           | 9           | 11              | 1               | 0               | 3                 | 0                 | 0                 | 2          | 0          | 0          | -                              | 23                             | 5                              | 2                              | 128   | 8     | 11    |
| 2023-2024             | SL Benfica (prêt)     | Primeira Liga         | 3           | 0           | 0           | 1               | 0               | 0               | 1                 | 0                 | 0                 | -          | -          | -          | C1                             | 2                              | 0                              | 0                              | 7     | 0     | 0     |
| 2024-2025             | Villarreal CF (prêt)  | Liga                  | 10          | 0           | 1           | 2               | 0               | 0               | -                 | -                 | -                 | -          | -          | -          | -                              | -                              | -                              | -                              | 12    | 0     | 1     |
| 2024-2025             | Getafe CF             | Liga                  | 7           | 0           | 0           | 1               | 0               | 0               | -                 | -                 | -                 | -          | -          | -          | -                              | -                              | -                              | -                              | 8     | 0     | 0     |
| Total sur la carrière | Total sur la carrière | Total sur la carrière | 236         | 6           | 20          | 34              | 2               | 1               | 4                 | 0                 | 0                 | 3          | 0          | 0          | -                              | 65                             | 8                              | 8                              | 342   | 16    | 29    |

## En équipe nationale
| Saison                | Sélection             | Phases finales        | Phases finales | Phases finales | Phases finales | Éliminatoires CDM | Éliminatoires CDM | Éliminatoires CDM | Éliminatoires EURO | Éliminatoires EURO | Éliminatoires EURO | Ligue Nations UEFA | Ligue Nations UEFA | Ligue Nations UEFA | Matchs amicaux | Matchs amicaux | Matchs amicaux | Total | Total | Total |
| Saison                | Sélection             | Compétition           | M              | B              | Pd             | M                 | B                 | Pd                | M                  | B                  | Pd                 | M                  | B                  | Pd                 | M              | B              | Pd             | M     | B     | Pd    |
| --------------------- | --------------------- | --------------------- | -------------- | -------------- | -------------- | ----------------- | ----------------- | ----------------- | ------------------ | ------------------ | ------------------ | ------------------ | ------------------ | ------------------ | -------------- | -------------- | -------------- | ----- | ----- | ----- |
| 2014-2015             | Espagne               | -                     | -              | -              | -              | -                 | -                 | -                 | 3                  | 1                  | 0                  | -                  | -                  | -                  | 3              | 0              | 0              | 6     | 1     | 0     |
| 2015-2016             | Espagne               | Euro 2016             | -              | -              | -              | -                 | -                 | -                 | 1                  | 0                  | 0                  | -                  | -                  | -                  | -              | -              | -              | 1     | 0     | 0     |
| 2016-2017             | Espagne               | -                     | -              | -              | -              | -                 | -                 | -                 | -                  | -                  | -                  | -                  | -                  | -                  | -              | -              | -              | 0     | 0     | 0     |
| 2017-2018             | Espagne               | Coupe du monde 2018   | -              | -              | -              | -                 | -                 | -                 | -                  | -                  | -                  | -                  | -                  | -                  | -              | -              | -              | 0     | 0     | 0     |
| 2018-2019             | Espagne               | -                     | -              | -              | -              | -                 | -                 | -                 | 1                  | 0                  | 0                  | -                  | -                  | -                  | -              | -              | -              | 1     | 0     | 0     |
| 2019-2020             | Espagne               | Euro 2020             | -              | -              | -              | -                 | -                 | -                 | 3                  | 0                  | 1                  | -                  | -                  | -                  | -              | -              | -              | 3     | 0     | 1     |
| Total sur la carrière | Total sur la carrière | Total sur la carrière | -              | -              | -              | -                 | -                 | -                 | 8                  | 1                  | 1                  | -                  | -                  | -                  | 3              | 0              | 0              | 11    | 1     | 1     |

## Palmarès

### En club
Juan Bernat remporte le championnat allemand en 2015, 2016, 2017 et 2018 lors de son passage au Bayern Munich.
Au Paris Saint-Germain depuis la saison 2018-2019, il est champion de France à quatre reprises en 2019, 2020, 2022 et 2023 ainsi que vainqueur de deux Trophée des champions en 2019 et 2022. Il est finaliste de la Coupe de France 2019 face au Stade rennais.
| Bayern Munich (4)                                                  | Paris Saint-Germain FC (6) |
| ------------------------------------------------------------------ | --- |
| - Championnat d'Allemagne : - Champion en 2015, 2016, 2017 et 2018 | - Ligue des champions : - Finaliste en 2020 - Championnat de France : - Champion en 2019, 2020, 2022 et 2023 - Vice-Champion en 2021 - Coupe de France : - Finaliste en 2019 - Trophée des champions : - Vainqueur en 2019 et 2022. |

### En sélection
Espagne - 19 ans
- Vainqueur du Championnat d'Europe des moins de 19 ans en 2012

### Distinction personnelle
Juan Bernat est nommé dans l'équipe-type Fantasy Football de la Ligue des champions par l'UEFA en 2020.
Il fait également partie de l'équipe type de ligue 1 pour la saison 2019-2020.